# Morton Smith
Morton Smith (Filadelfia, 28 de mayo de 1915 – Nueva York, 11 de julio de 1991), profesor de Historia Antigua en la Universidad de Columbia de Nueva York, fue un erudito bíblico estadounidense. 

## Obra
Es conocido principalmente por su controvertido descubrimiento de una carta, atribuida a Clemente de Alejandría, en el monasterio de Mar Saba, en 1958. Esta carta, que contiene citas de un supuesto Evangelio secreto de Marcos, ha sido considerada una falsificación por otros expertos (en concreto por Stephen C. Carlson, en su obra The Gospel Hoax: Morton Smith's Invention of Secret Mark). 
Morton Smith fue también autor de un controvertido libro sobre Jesús de Nazaret, en el que defiende la tesis de que el personaje fue principalmente un mago helenístico: Jesus the Magician: Charlatan or Son of God? (1978). 
También escribió varios ensayos y estudios sobre la religión en el mundo grecorromano.
- Datos: Q980551
- Multimedia: Morton Smith (historian) / Q980551